# A Nazionale 1979-1980
La A Nazionale 1979-1980 è stata la 40ª edizione del massimo campionato greco di pallacanestro maschile. La vittoria finale è stata ad appannaggio del Panathīnaïkos.

## Risultati

### Stagione regolare

#### Gruppo Nord
|    | Squadra              | G | V | P | PF | PS | Pt. | Qualificazione       |
| -- | -------------------- | - | - | - | -- | -- | --- | -------------------- |
| 1. | Aris Salonicco       | 8 | 7 | 1 |    |    | 14  | girone finale        |
| 2. | PAOK Salonicco       | 8 | 5 | 3 |    |    | 13  | girone finale        |
| 3. | Īraklīs Salonicco    | 8 | 4 | 4 |    |    | 12  | girone finale        |
| 4. | VAO Salonicco        | 8 | 2 | 6 |    |    | 10  | girone retrocessione |
| 5. | Dimókritos Salonicco | 8 | 2 | 6 |    |    | 10  | girone retrocessione |

#### Gruppo Sud
|    | Squadra          | G  | V  | P  | PF | PS | Pt. | Qualificazione       |
| -- | ---------------- | -- | -- | -- | -- | -- | --- | -------------------- |
| 1. | Panathīnaïkos    | 16 | 16 | 0  |    |    | 32  | girone finale        |
| 2. | Olympiakos       | 16 | 14 | 2  |    |    | 30  | girone finale        |
| 3. | Sporting Atene   | 16 | 10 | 6  |    |    | 26  | girone finale        |
| 4. | AEK Atene        | 16 | 8  | 8  |    |    | 24  | girone finale        |
| 5. | Panellīnios      | 16 | 7  | 9  |    |    | 23  | girone finale        |
| 6. | Iōnikos Nikaias  | 16 | 7  | 9  |    |    | 23  | girone retrocessione |
| 7. | Paniōnios        | 16 | 6  | 10 |    |    | 22  | girone retrocessione |
| 8. | Apollon Patrasso | 16 | 2  | 14 |    |    | 18  | girone retrocessione |
| 9. | Maroussi         | 16 | 2  | 14 |    |    | 18  | girone retrocessione |

### Girone retrocessione
|    | Squadra              | G  | V | P | PF | PS | Pt. | Qualificazione            |
| -- | -------------------- | -- | - | - | -- | -- | --- | ------------------------- |
| 1. | Maroussi             | 16 | 6 | 4 |    |    | 16  |                           |
| 2. | Apollon Patrasso     | 16 | 6 | 4 |    |    | 16  |                           |
| 3. | Iōnikos Nikaias      | 16 | 6 | 4 |    |    | 16  |                           |
| 4. | Paniōnios            | 16 | 6 | 4 |    |    | 16  |                           |
| 5. | Dimókritos Salonicco | 16 | 5 | 5 |    |    | 15  | retrocesse in B Nazionale |
| 6. | VAO Salonicco        | 16 | 1 | 9 |    |    | 11  | retrocesse in B Nazionale |

### Girone finale
|    | Squadra           | G  | V  | P  | PF | PS | Pt. |
| -- | ----------------- | -- | -- | -- | -- | -- | --- |
| 1. | Panathīnaïkos     | 14 | 12 | 2  |    |    | 26  |
| 2. | Olympiakos        | 14 | 10 | 4  |    |    | 24  |
| 3. | Aris Salonicco    | 14 | 8  | 6  |    |    | 22  |
| 4. | Sporting Atene    | 14 | 7  | 7  |    |    | 21  |
| 5. | AEK Atene         | 14 | 6  | 8  |    |    | 20  |
| 6. | Panellīnios       | 14 | 5  | 9  |    |    | 19  |
| 7. | PAOK Salonicco    | 14 | 4  | 10 |    |    | 18  |
| 8. | Īraklīs Salonicco | 14 | 4  | 10 |    |    | 18  |

| A Nazionale 1979-1980    |
| ------------------------ |
| Panathīnaïkos 16º titolo |

## Formazione vincitrice
| N° | Naz.                   | Ruolo | Sportivo            |  | Alt. |  |
| -- | ---------------------- | ----- | ------------------- |  | ---- |  |
|    | Grecia (bandiera)      | AP    | Apostolos Kontos    |  |      |  |
|    | Grecia (bandiera)      | C     | Dīmītrīs Kokolakīs  |  | 215  |  |
|    | Grecia (bandiera)      |       | Takīs Korōnaios     |  |      |  |
|    | Stati Uniti (bandiera) | C     | David Nelson        |  | 203  |  |
|    | Grecia (bandiera)      | P     | Memos Iōannou       |  | 190  |  |
|    | Grecia (bandiera)      |       | Kyriakos Vidas      |  |      |  |
|    | Grecia (bandiera)      |       | Kostas Batis        |  |      |  |
|    | Grecia (bandiera)      |       | Andreas Papantoniou |  |      |  |
|    | Grecia (bandiera)      |       | Charīs Papazoglou   |  |      |  |
|    | Grecia (bandiera)      |       | Garos               |  |      |  |
|    | Grecia (bandiera)      |       | Georganas           |  |      |  |
|    | Grecia (bandiera)      |       | Kalogeropoulos      |  |      |  |
|    | Grecia (bandiera)      | All.  | Kōstas Politīs      |  |      |  |